# Keijidōsha
Pour les articles homonymes, voir Kei.

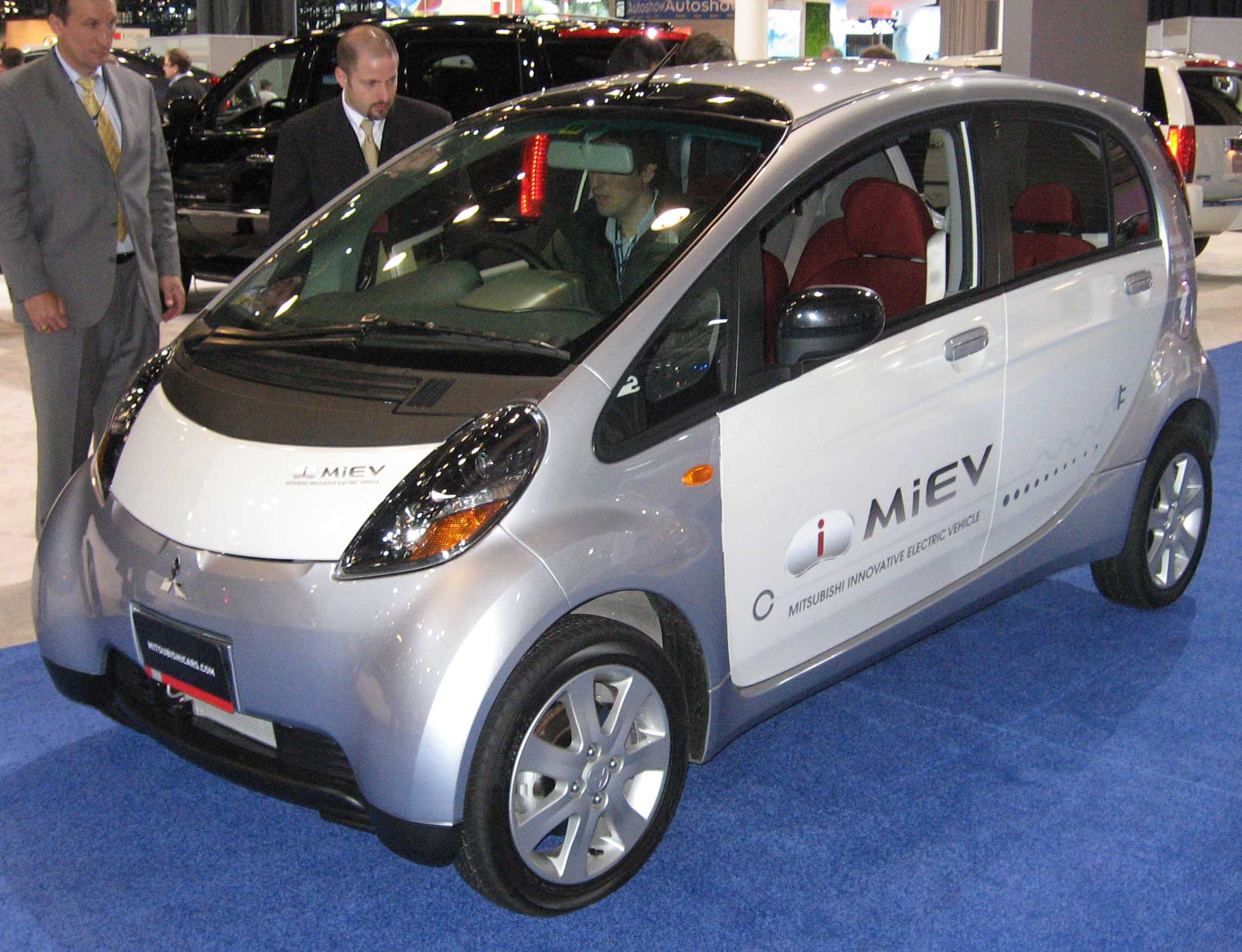
Mitsubishi i MiEV.

Les keijidōsha (軽自動車, « véhicule léger »), aussi appelées « kei cars » en anglais et en français, sont de petites automobiles vendues au Japon et qui bénéficient d'avantages variés et en particulier de taxes et de primes d'assurances réduites.

## Historique, concept et règlementation
La première législation créant les keijidōsha date de 1949, à une époque où peu de Japonais pouvaient s'offrir une voiture, tout en ayant assez d'argent pour s'acheter une motocyclette. De plus, beaucoup de petites entreprises avaient besoin d'un moyen de locomotion peu onéreux pour pouvoir se développer. Enfin, les keijidōsha furent un bon moyen pour aider au développement d'une industrie automobile japonaise qui était chétive à l'époque.

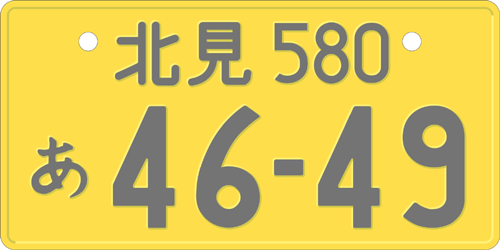
Plaque pour keijidōsha privée

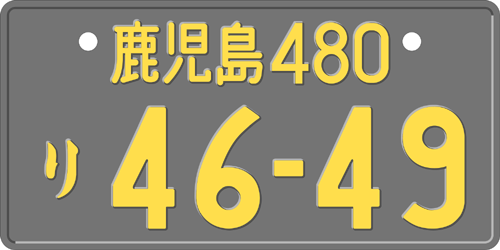
Plaque pour keijidōsha commerciale

Pour bénéficier de l'appellation keijidōsha, les critères ont évolué au fil du temps. Aujourd'hui, une voiture doit satisfaire aux normes suivantes : une longueur inférieure à 3,40 m, une largeur inférieure à 1,48 m, une hauteur limitée à 2 m et un moteur d'une cylindrée maximale de 660 cm3. Dans les années 1960, la cylindrée maximum était de 360 cm3, et la longueur maximum était de 3 m, passée à 3,30 m au milieu des années 1990. Dans une certaine mesure, la catégorie peut être rapprochée de celle des quadricycles, avec une plus grande souplesse sur la puissance et le poids, et des restrictions plus forte sur leur taille, notamment la largeur.
Ces voitures sont dotées au Japon de plaques minéralogiques distinctives, jaunes et noires.
La rumeur qui veut que ces voitures dispensent leur propriétaire de justifier d'une place de parking (contrairement aux voitures « normales ») est fausse. Dans toutes les villes de plus de 100 000 habitants, l'achat d'une voiture ne peut être accordé qu'avec un justificatif de place de parking, et cette réglementation concerne aussi les keijidōsha.

## Économie

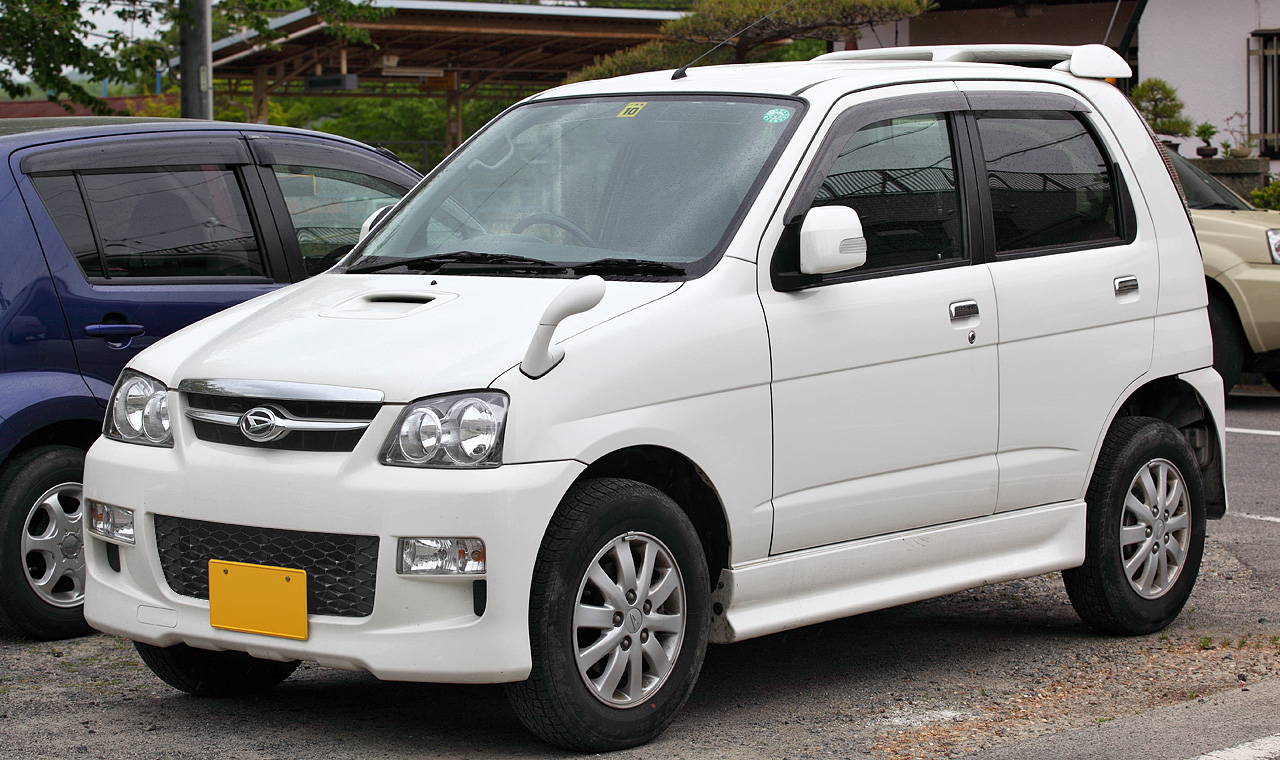
La Daihatsu Terios Kid.

La part de marché des keijidōsha est en progression au Japon depuis les années 1990 et la crise économique, ces véhicules représentaient en 2007 32 % des ventes automobiles et même 57 % des camions. En 2014, elles représentaient encore plus de 30 % des ventes. En 2020, cette proportion est montée à 37,4 % avec une augmentation de 0,6 % par rapport à l'année précédente.
Alors que la taille de ces petites voitures semble surtout adaptée aux villes encombrées, cette catégorie trouve en fait essentiellement preneur à la campagne (population plus âgée ayant besoin de véhicules bon marché). Ainsi, les ventes de keijidōsha ne représentent que 20 % du marché à Tokyo en 2016 (17 % en 2010) mais dépassent les 55 % à Kōchi dans le Shikoku ou à Okinawa (50 % en 2010). Ces petites voitures, qui appartiendraient à la catégorie des citadines en Europe, ne sont pas considérées comme telles au Japon.
En 2008 encore, les deux modèles les plus diffusés au Japon étaient des keijidōsha, il s'agissait du Suzuki Wagon R et du Daihatsu Move. La donne a un peu changé depuis. Ainsi, en 2010, le modèle le plus vendu au Japon était la Toyota Prius qui n'est pas une keijidosha, suivie du Suzuki Wagon R qui en est un. La troisième place était occupée par la Honda Fit, qui n'est pas non plus une keijidosha, mais en quatrième place apparaissait le Daihatsu Tanto, lui, keijidosha à succès.
La plupart des constructeurs automobiles japonais produisent des keijidōsha : Daihatsu, Honda, Mitsubishi, Subaru et Suzuki. Nissan vend sous sa marque des keijidōsha produites par d'autres constructeurs (Mitsubishi et Suzuki), de même que Mazda qui « rebadge » des Suzuki. Jusqu'en septembre 2011, Toyota était le seul constructeur japonais à ne pas en proposer dans sa gamme. Depuis cette date, il diffuse la Pixis Space, qui est une Daihatsu Move Conte rebadgée.
En 2019, la propriété des mini-véhicules est en diminution.
En 2023, Luca de Meo a proposé la création d’une catégorie de véhicules électriques inspirée des Keijidōsha pour le marché européen ou de les importer,. 

## Modèles
- Daihatsu : Mira (Cuore en Europe), Mira Cocoa, Esse, Move, Move Latte, Move Conte, Sonica, Tanto, Tanto Exe, Copen, Terios Kid, Wake et Atrai.
- Honda : Beat, Life, Zest, N-One, N Box, N-Van, N-WGN, Vamos/ActyVan.
- Mazda : Carol, AZ Wagon, Spiano, Scrum.
- Mitsubishi : Minica, i, eK, Toppo, Town Box.
- Nissan : Pino, Moco, Otti, Roox, Kix, Clipper Rio.
- Subaru : R1, Pleo, R2, Stella, Sambar.
- Suzuki : Alto, Cappuccino, Alto Lapin, Wagon R, MR Wagon, Palette, Cara, Every/Every Wagon, Jimny.
- Toyota : Pixis Space, C+pod.

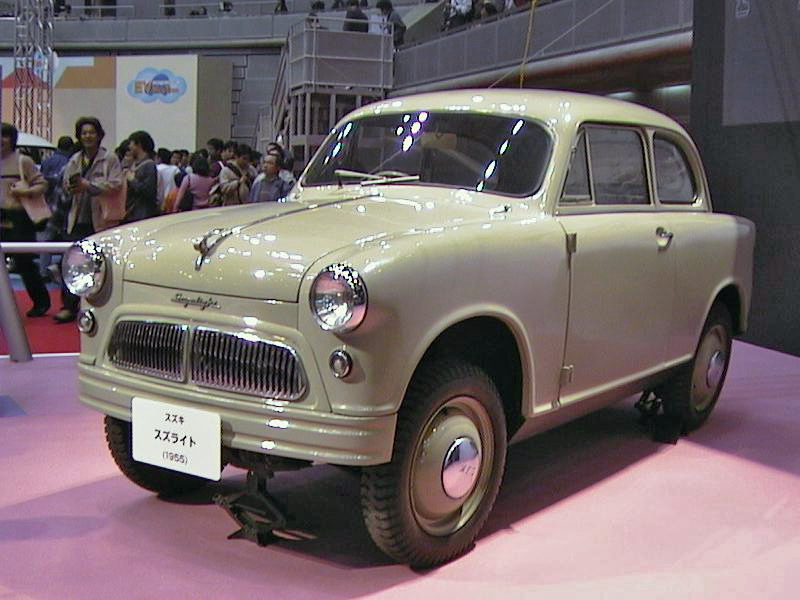
Suzuki Suzulight (1955)
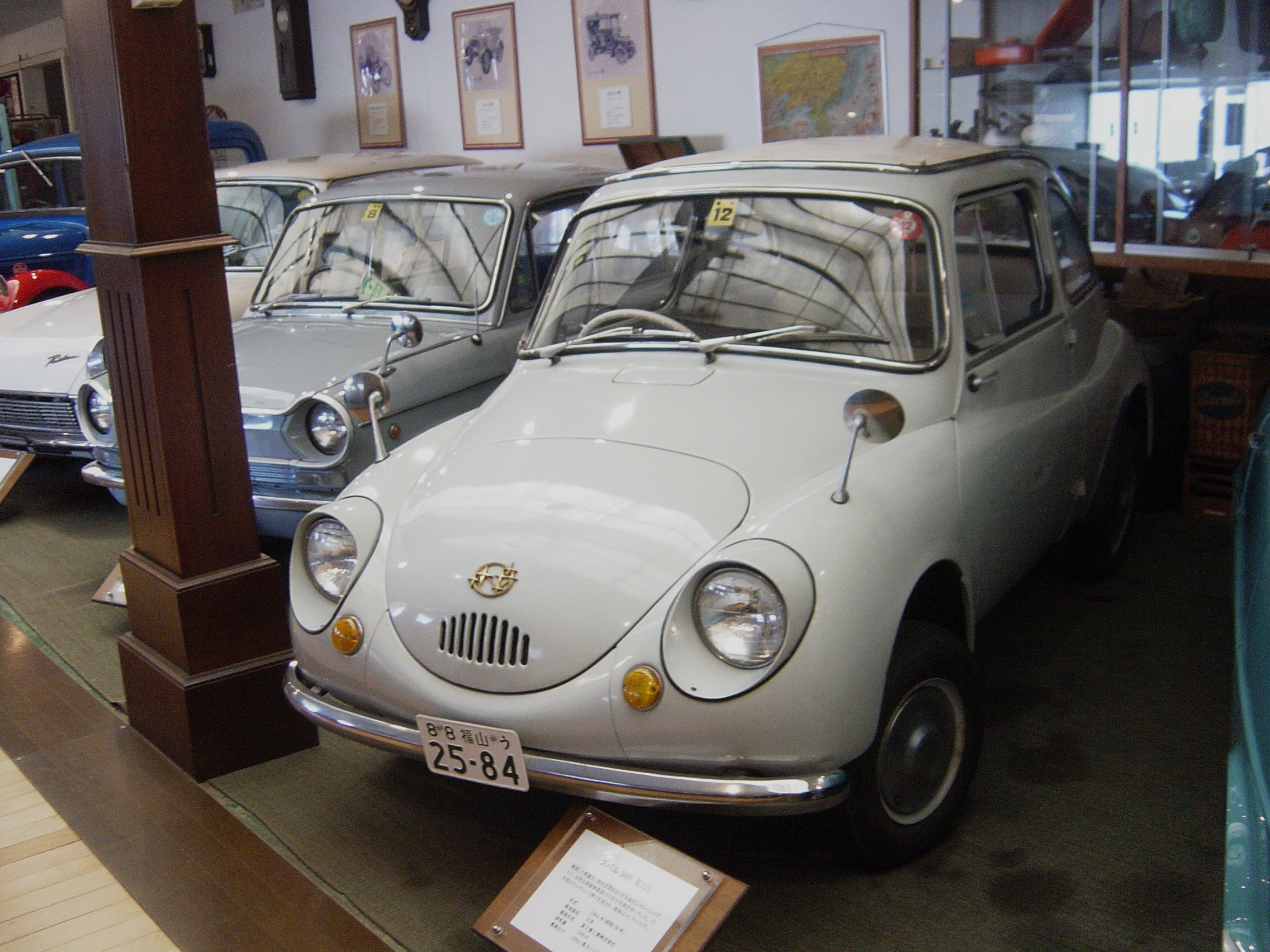
Subaru 360 (1958)
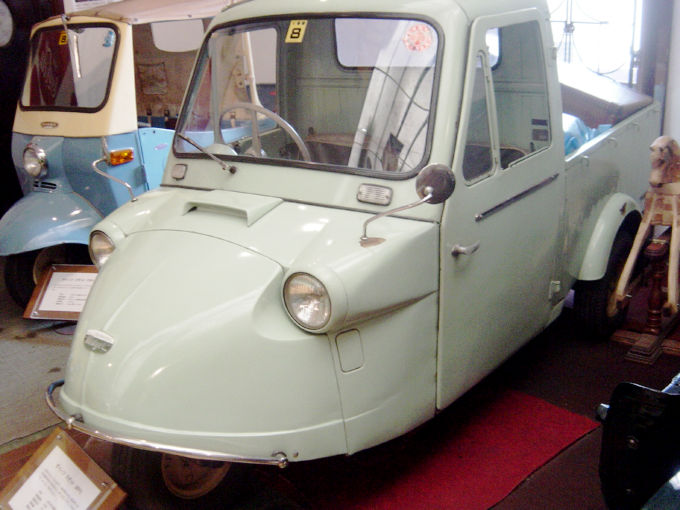
Daihatsu Midget MP (1959)
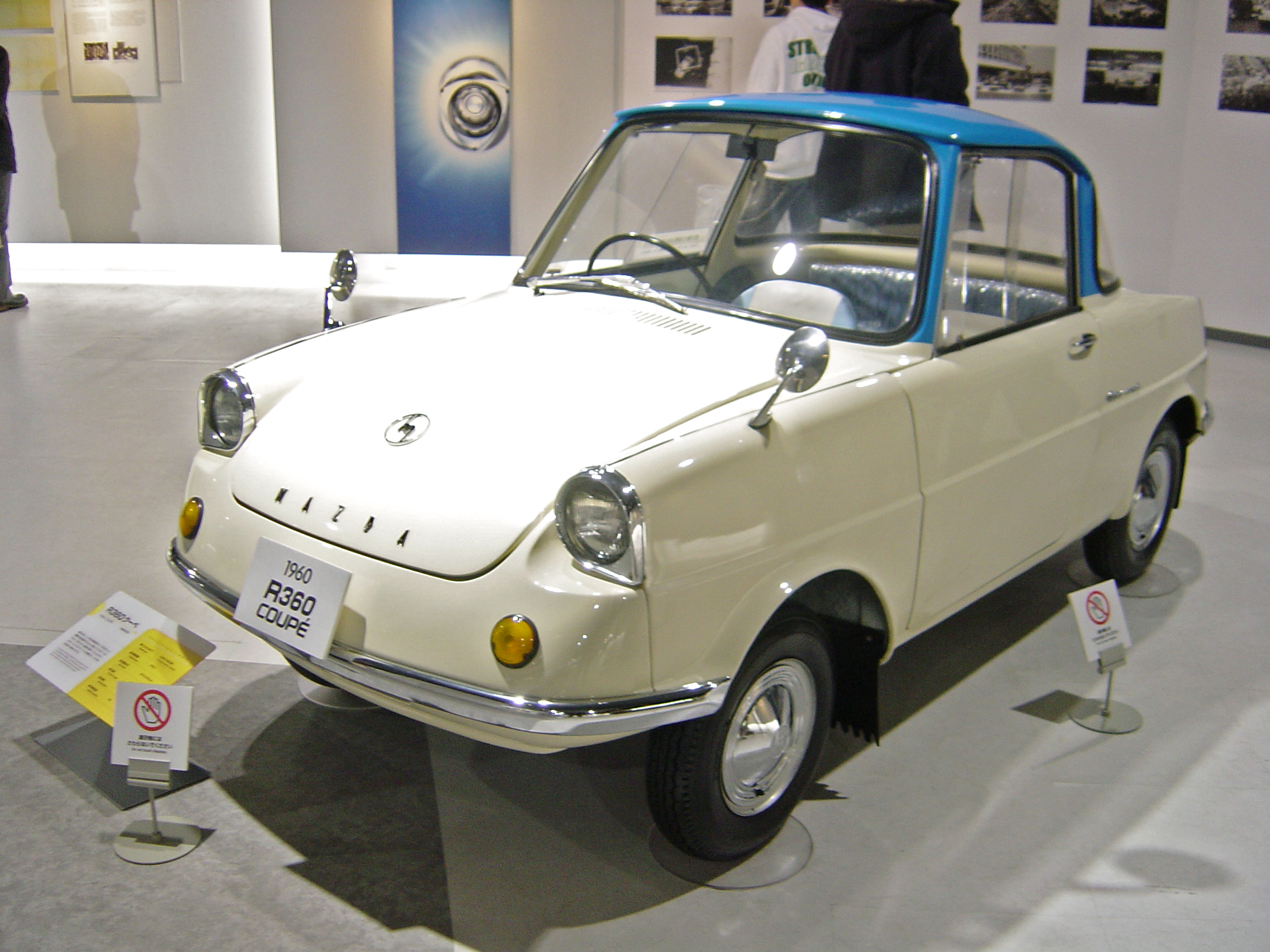
Mazda R360 (1960)
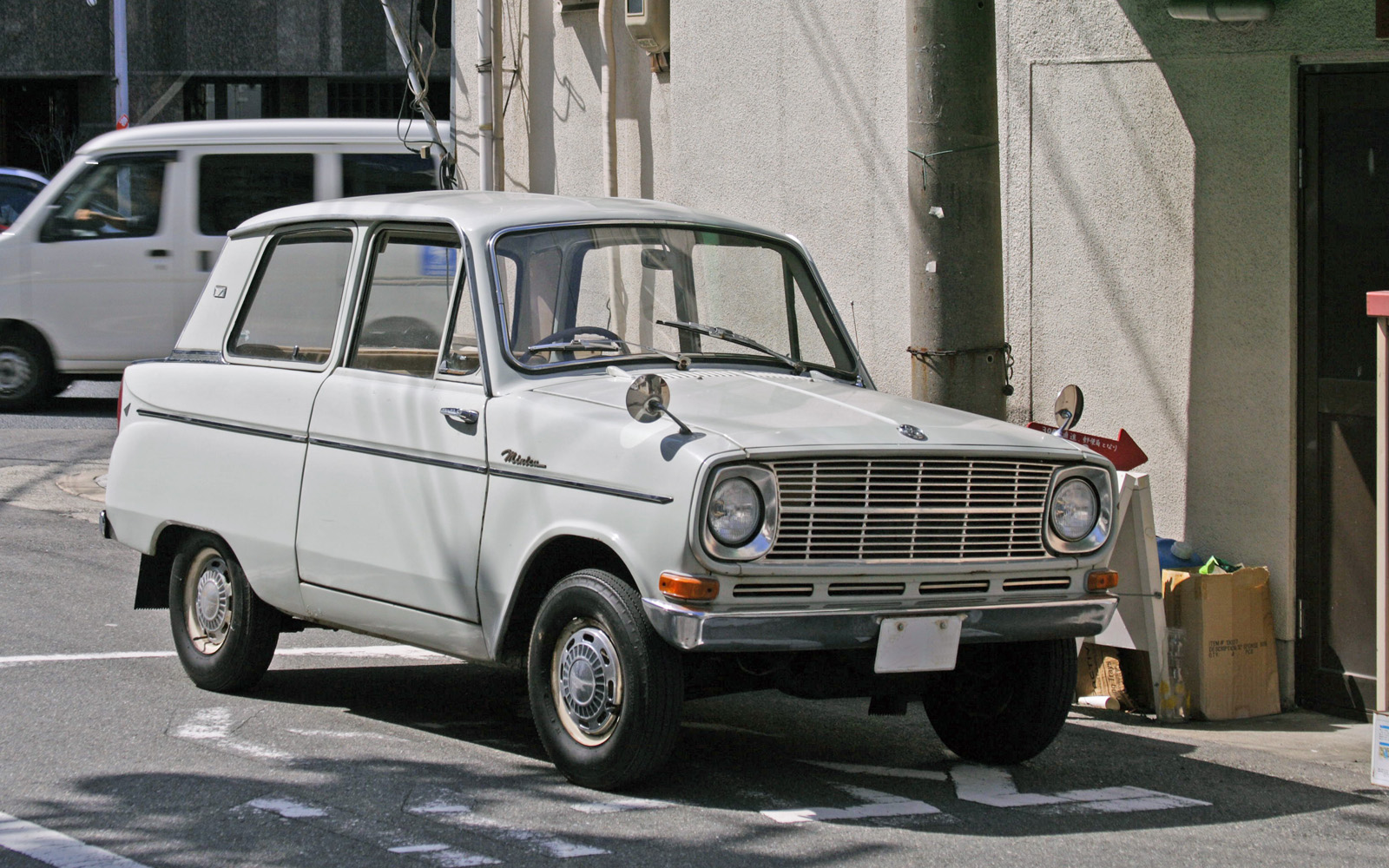
Mitsubishi Minica (1962)
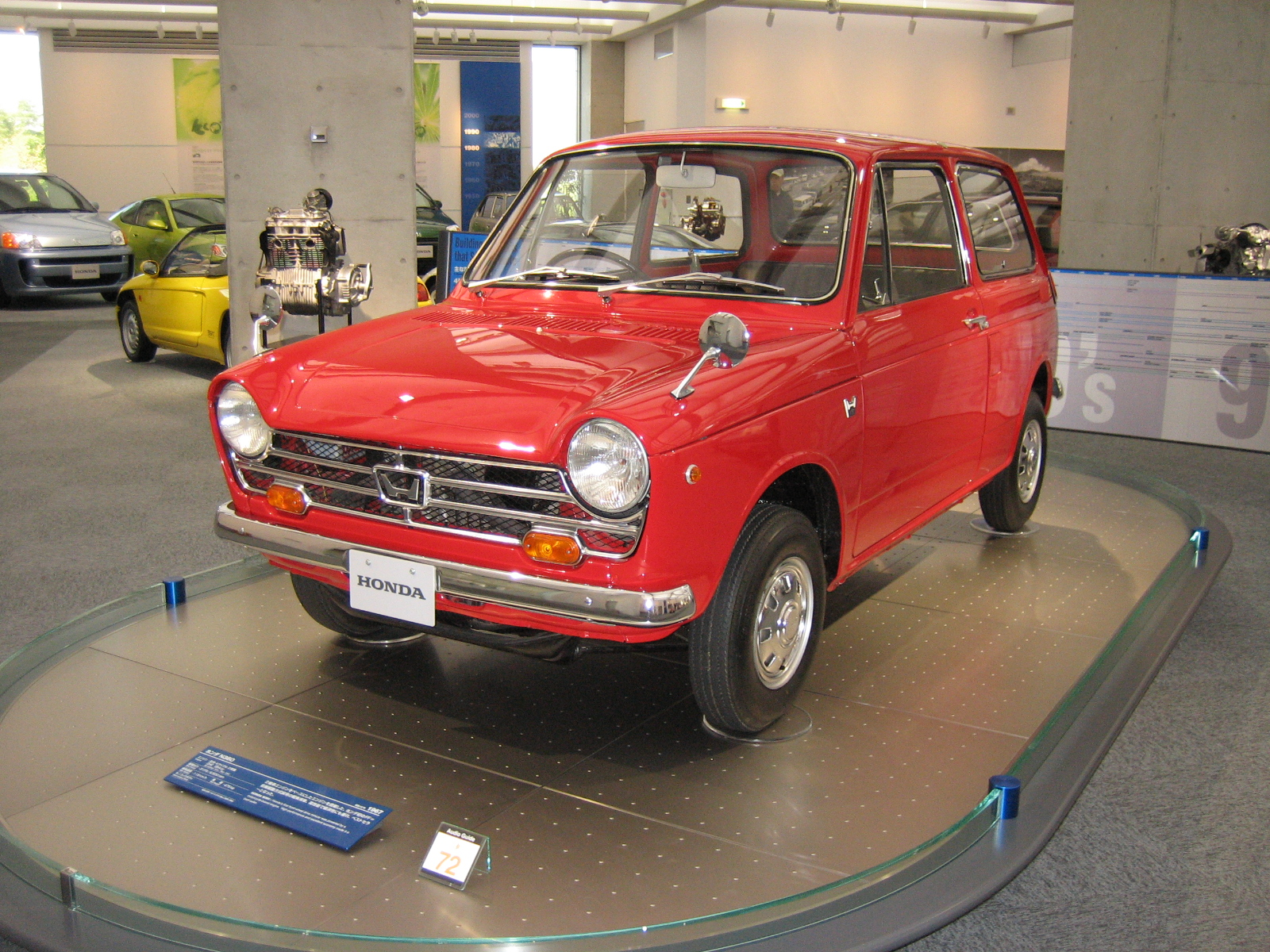
Honda N360 (1967)

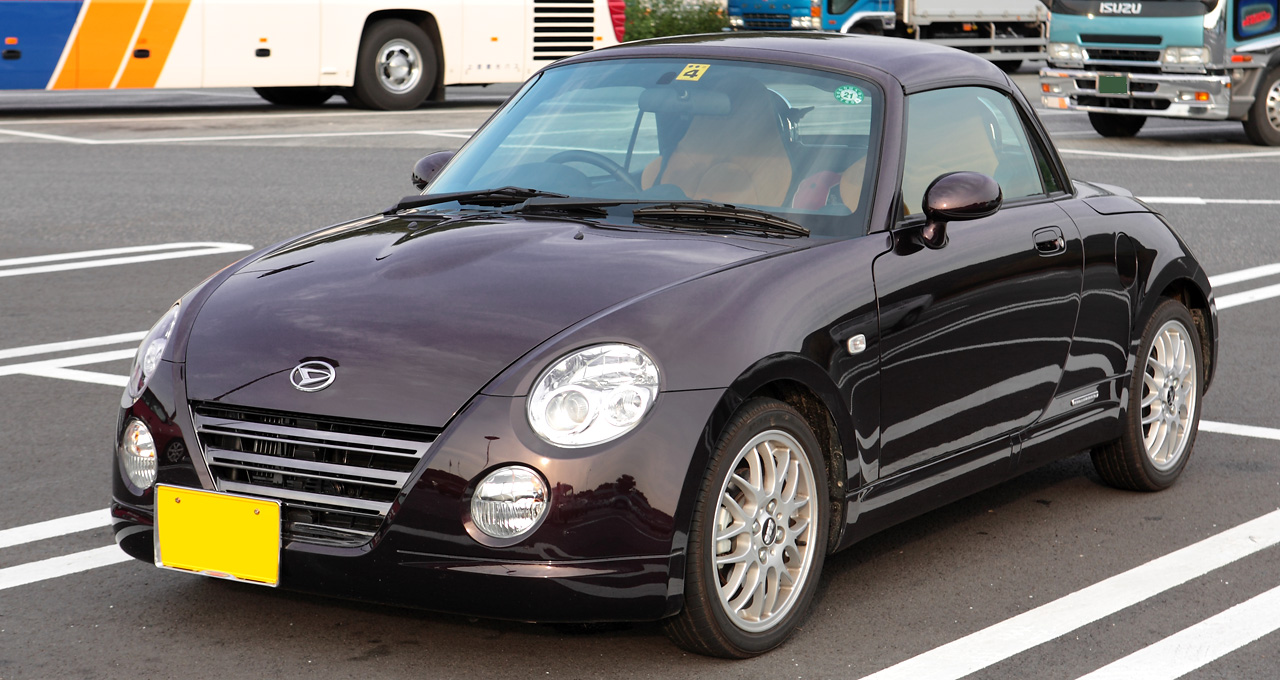
Daihatsu Copen
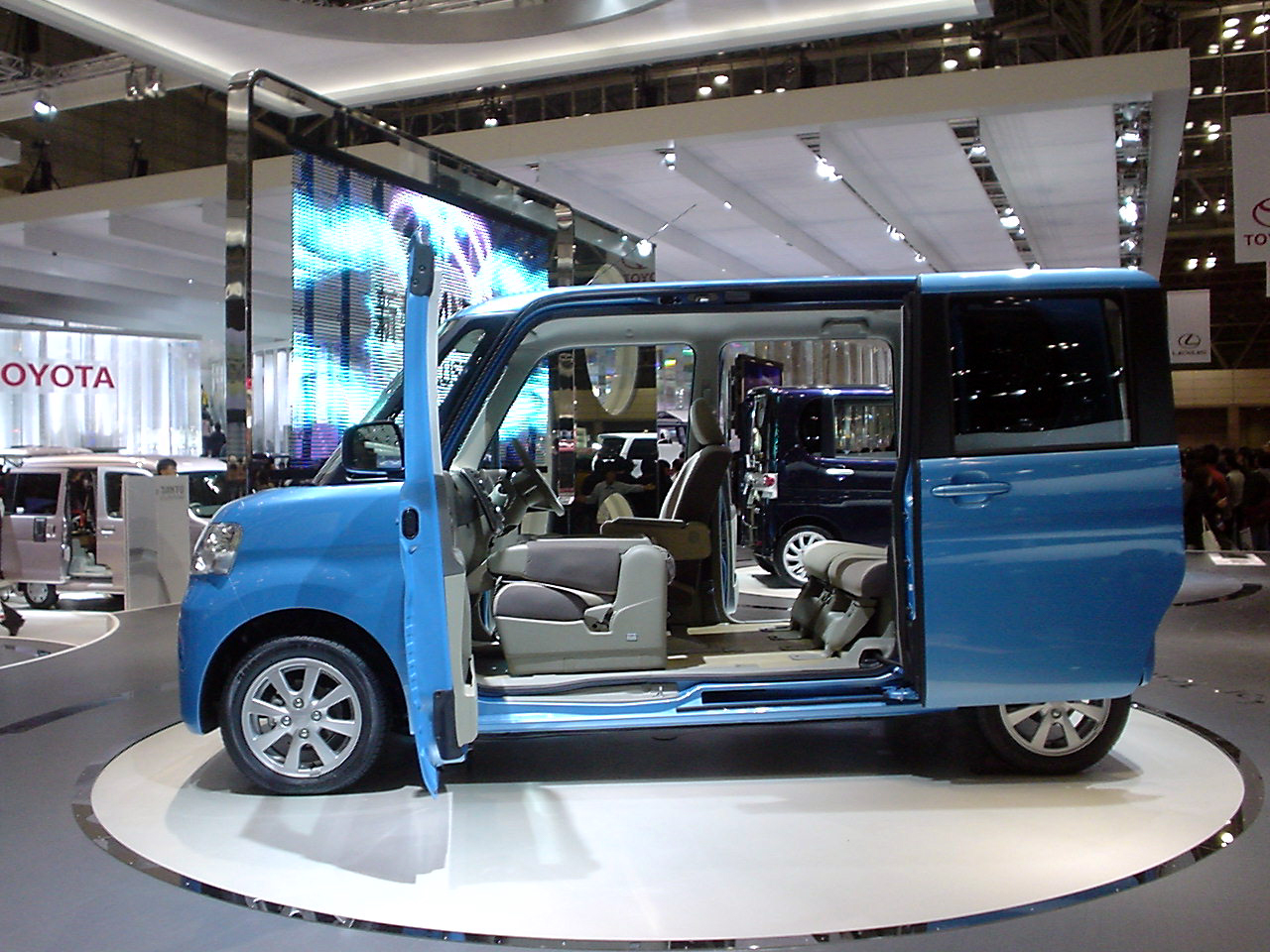
Daihatsu Tanto
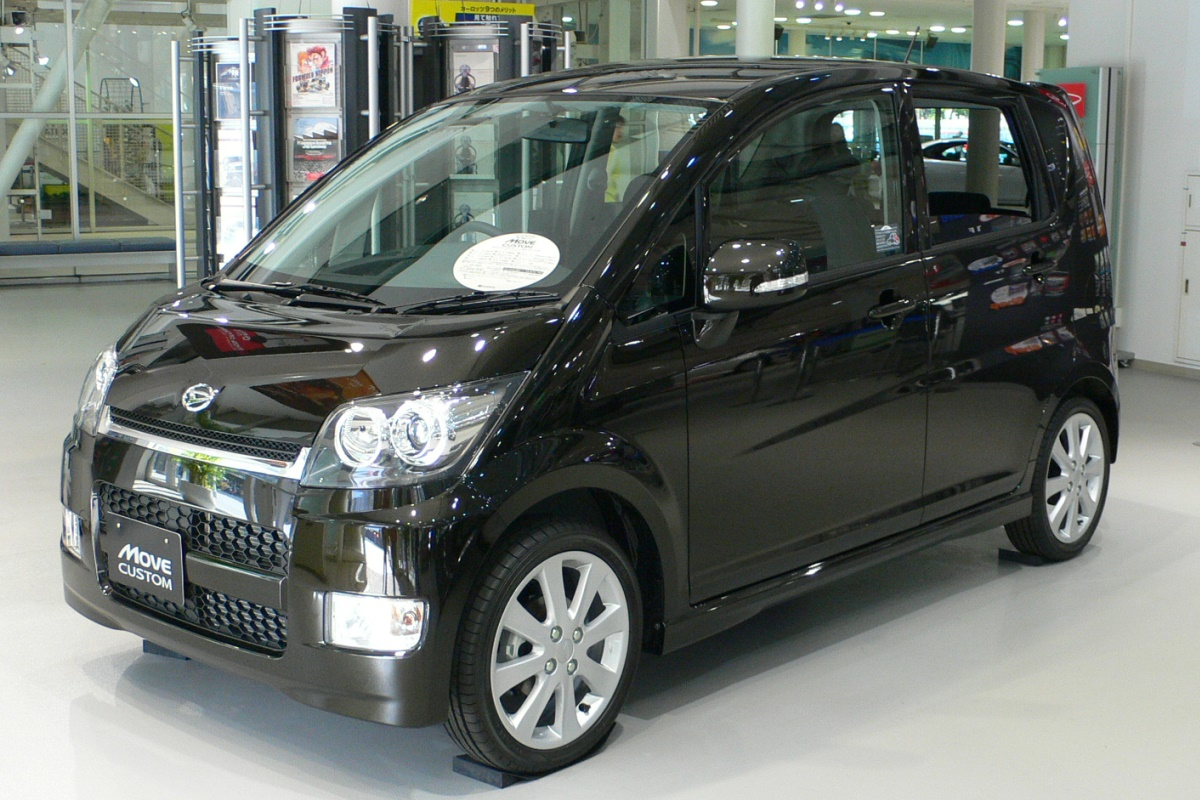
Daihatsu Move-Custom
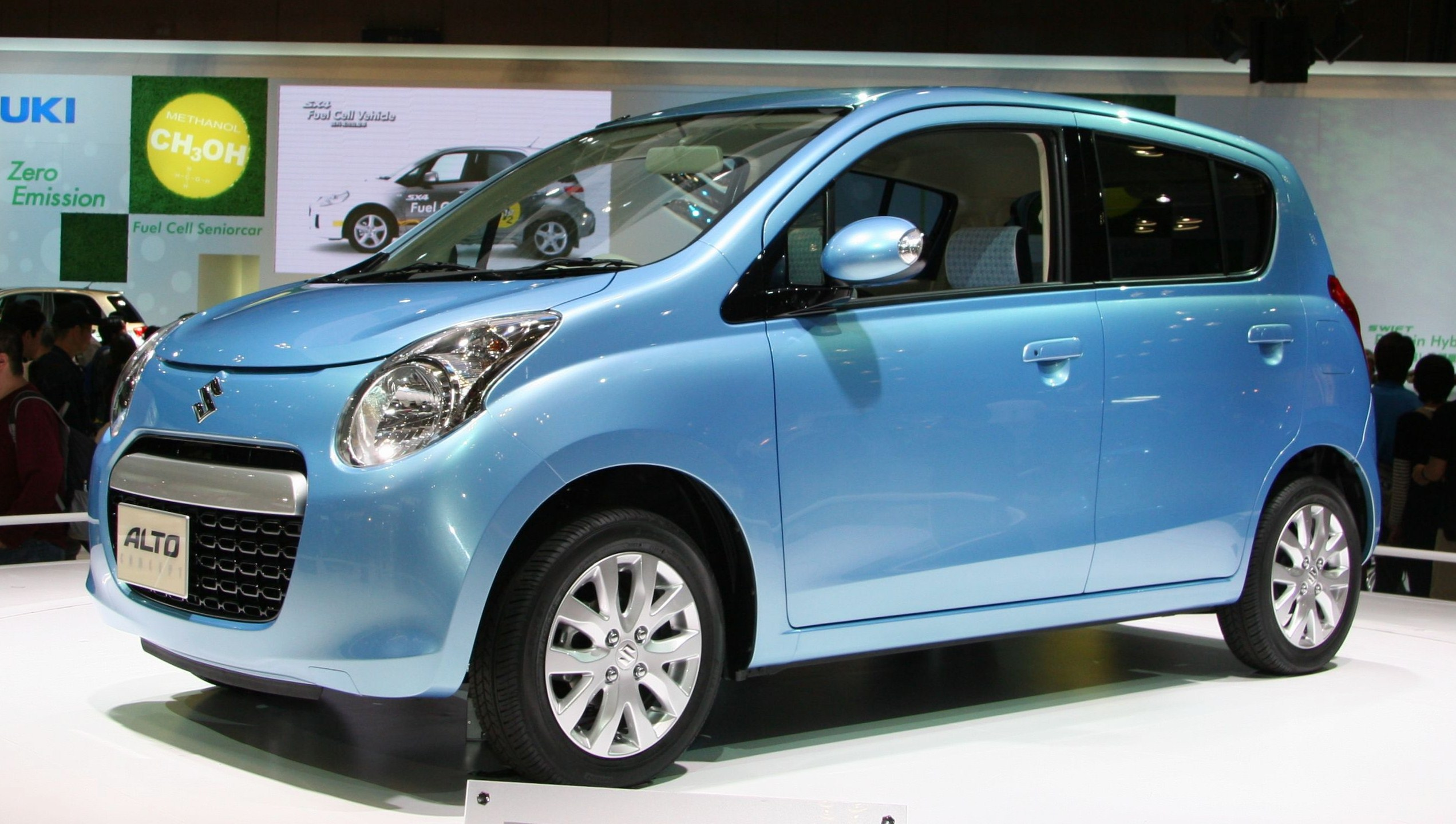
Suzuki Alto
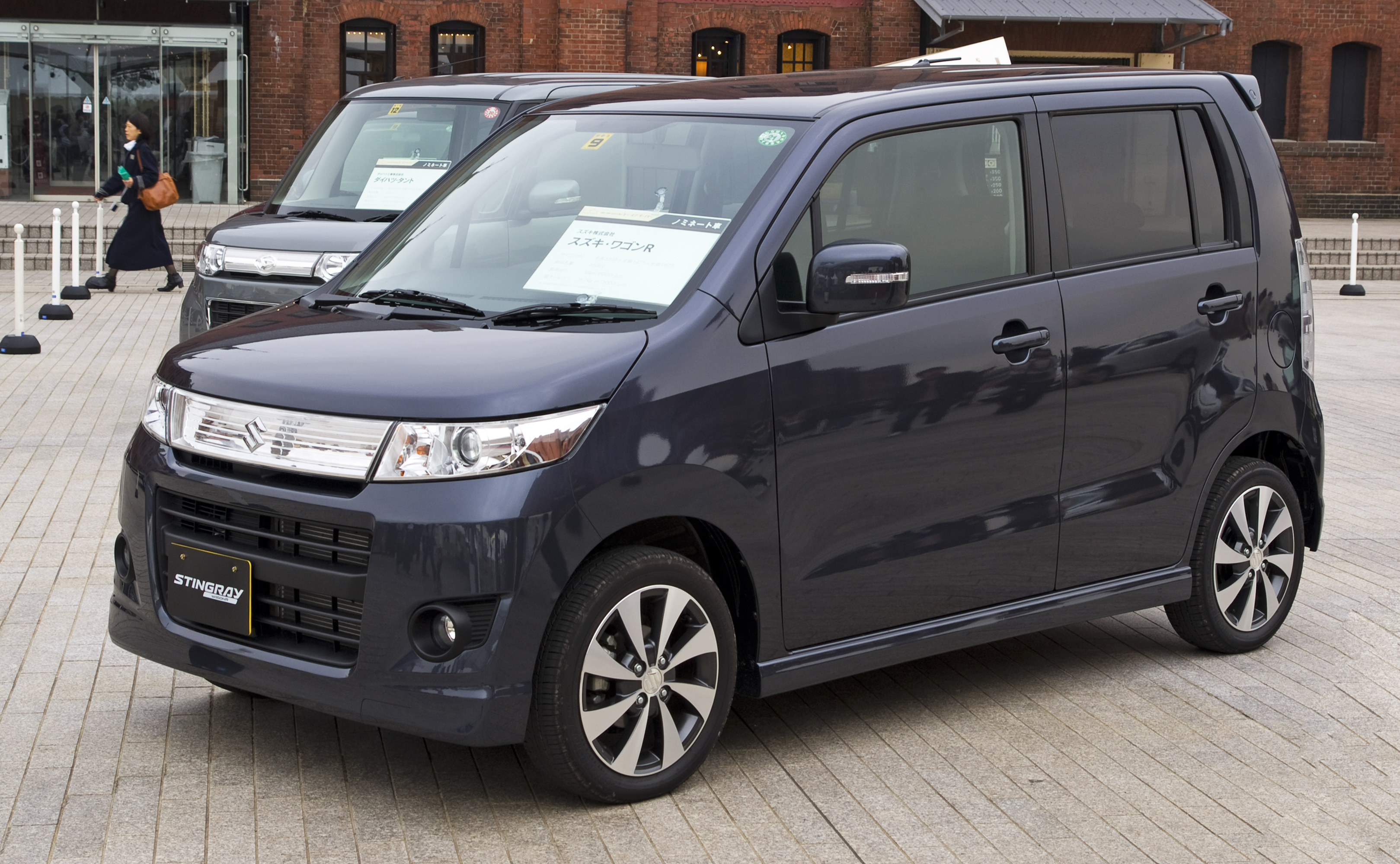
Suzuki Wagon-R Stingray
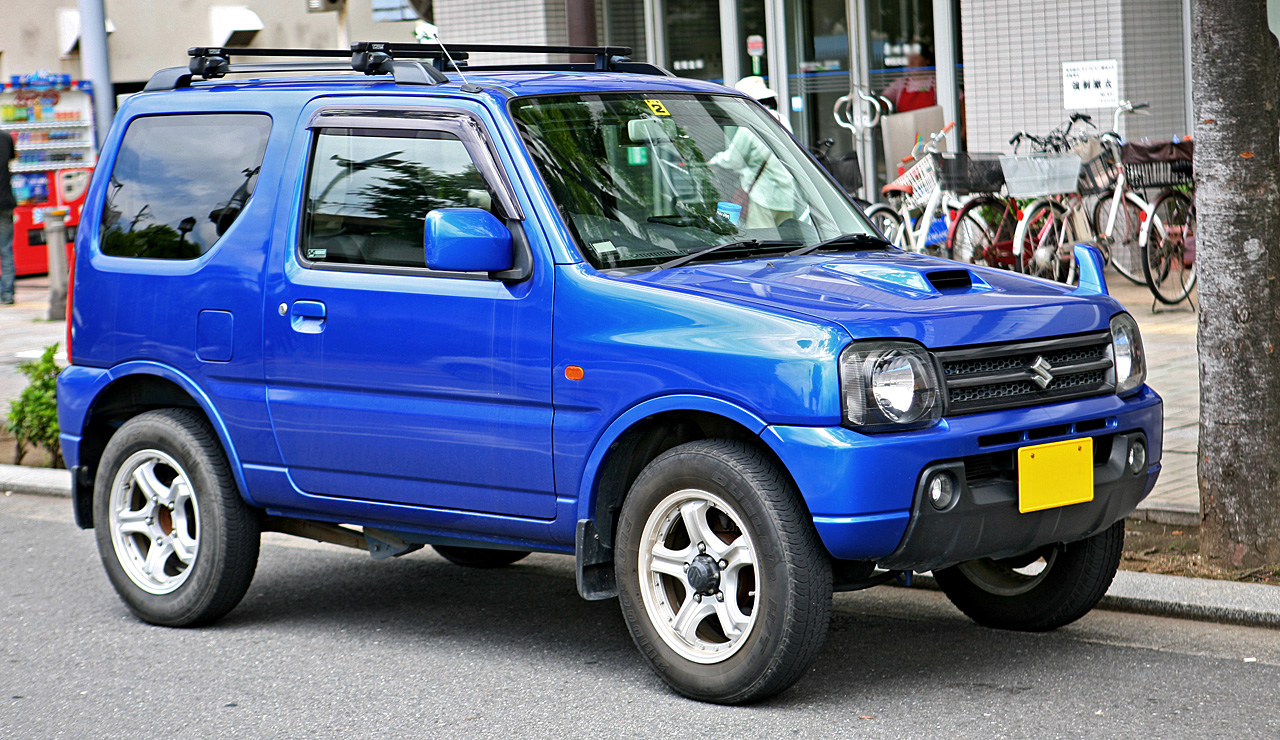
Suzuki Jimny
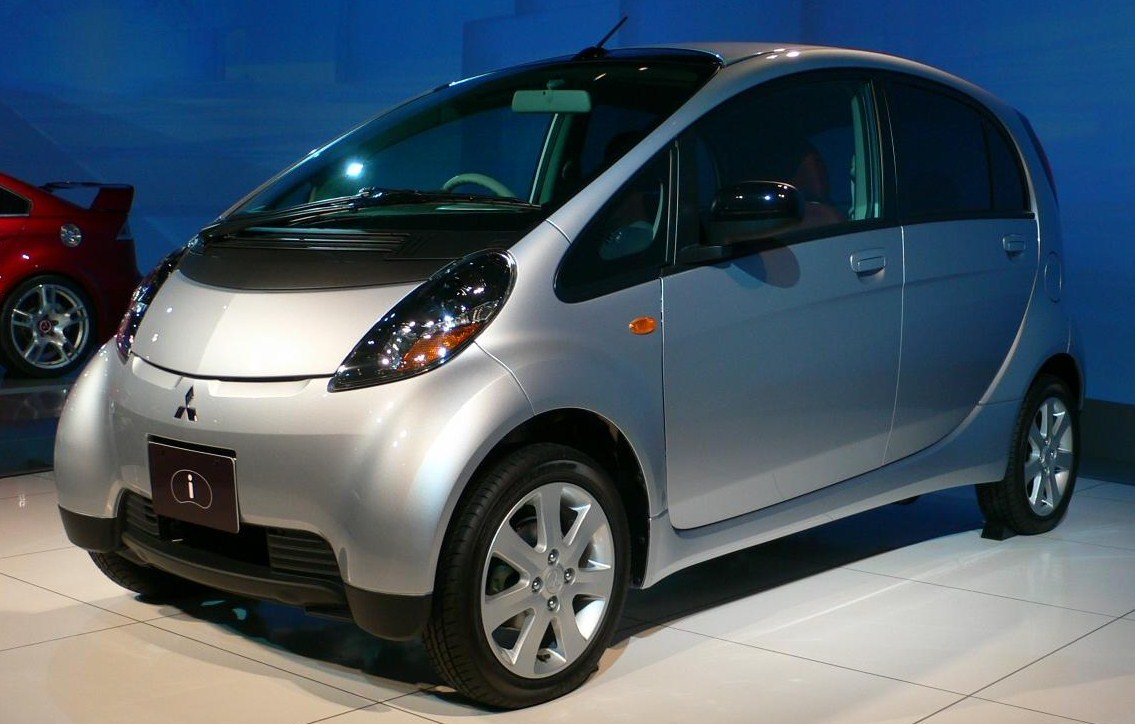
Mitsubishi i
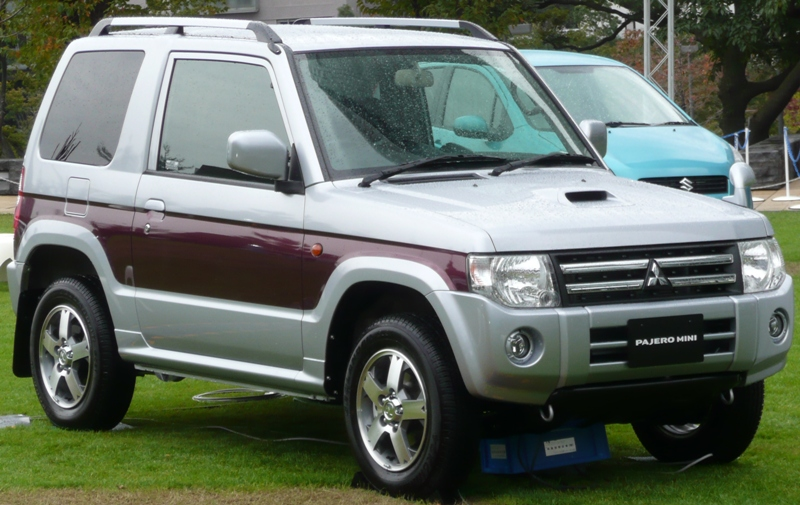
Mitsubishi Pajero Mini
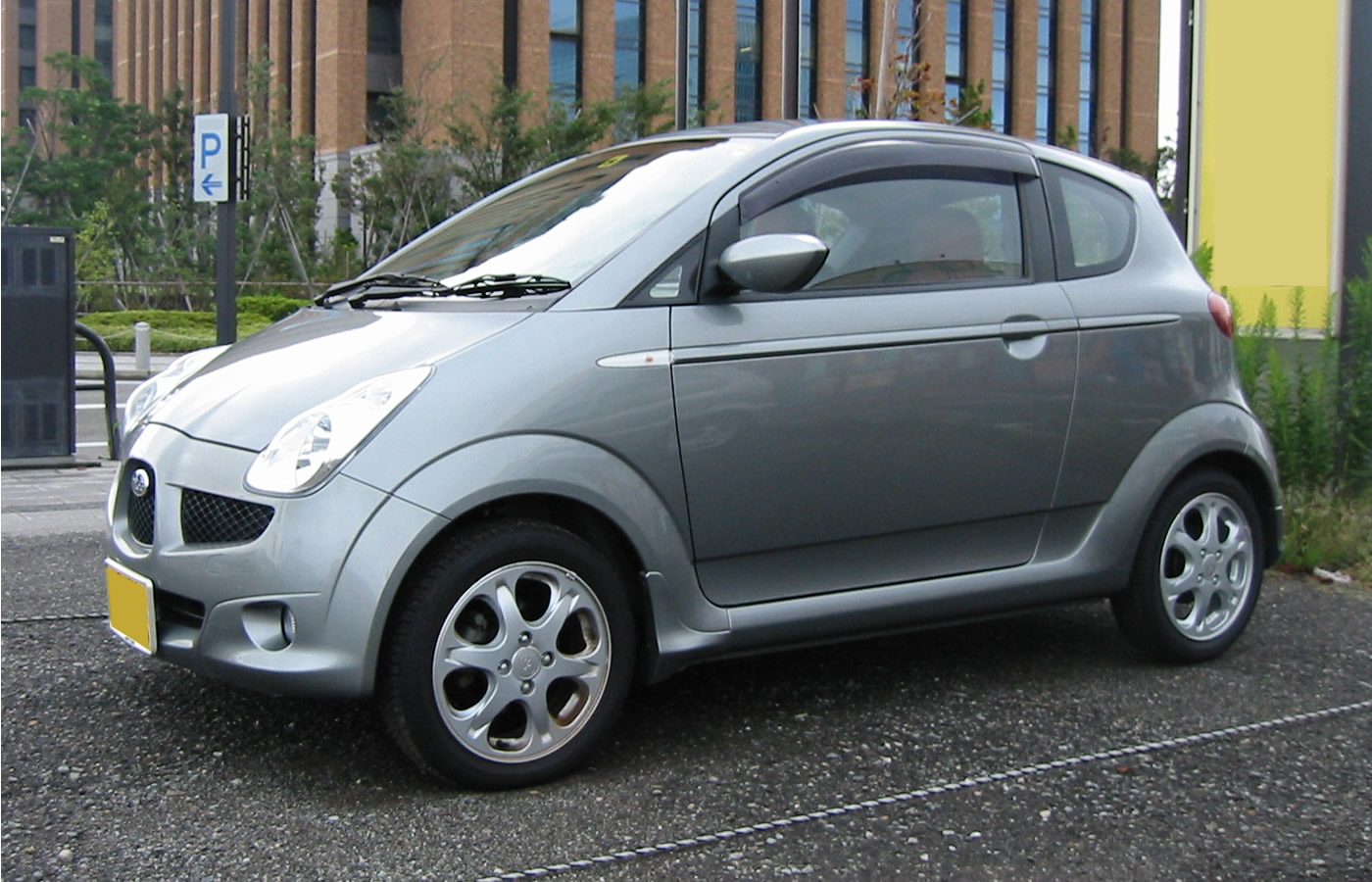
Subaru R1
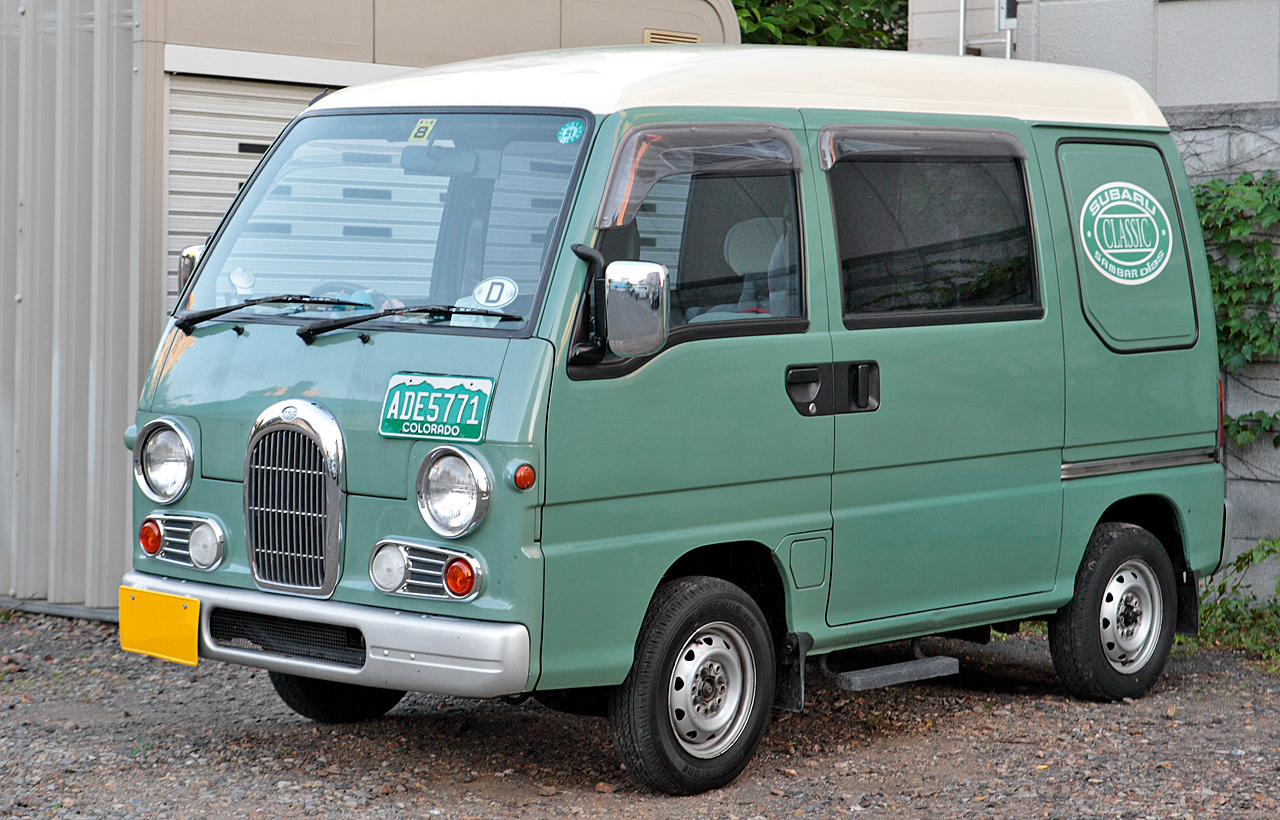
Subaru Sambar Dias
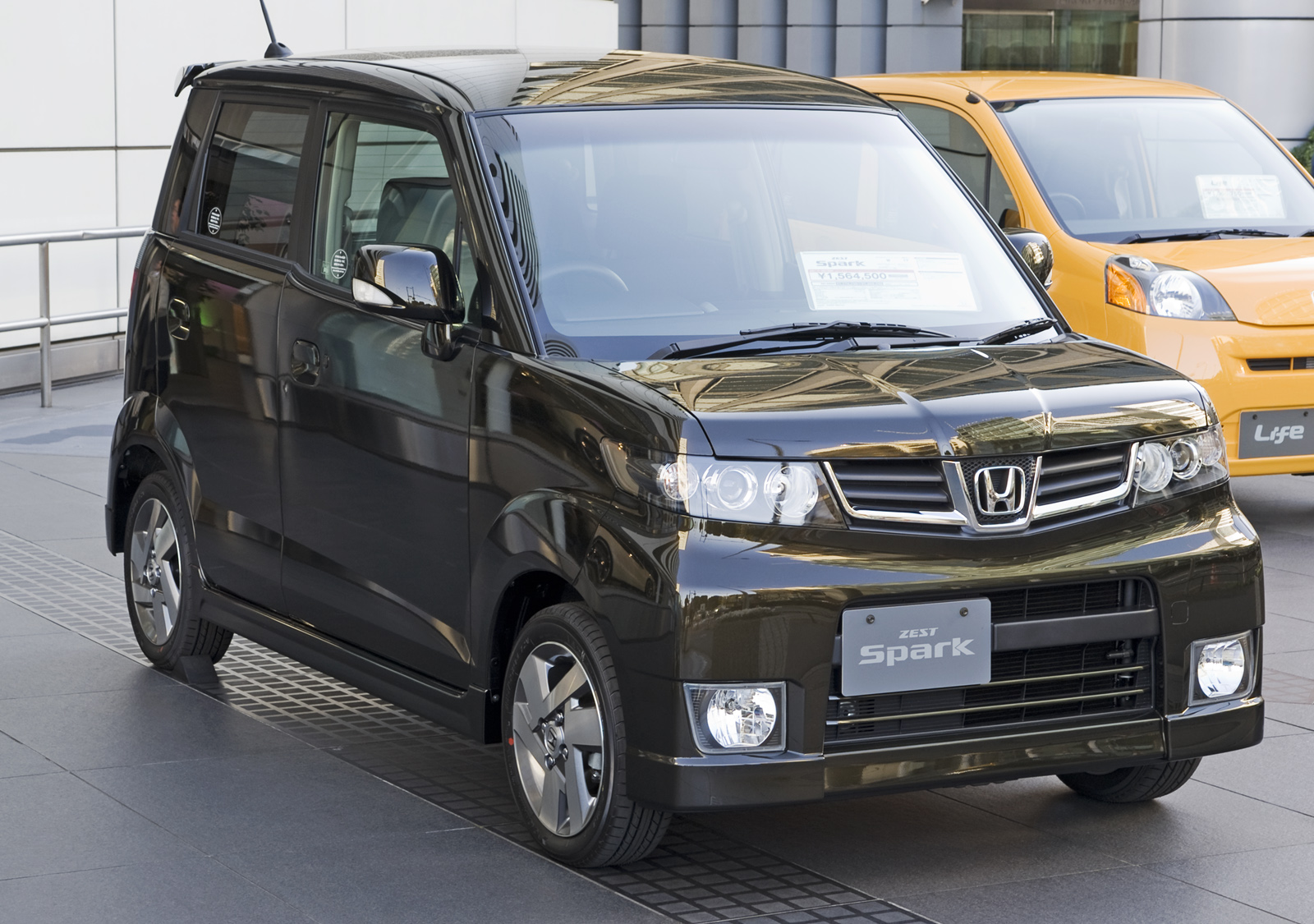
Honda Zest Spark
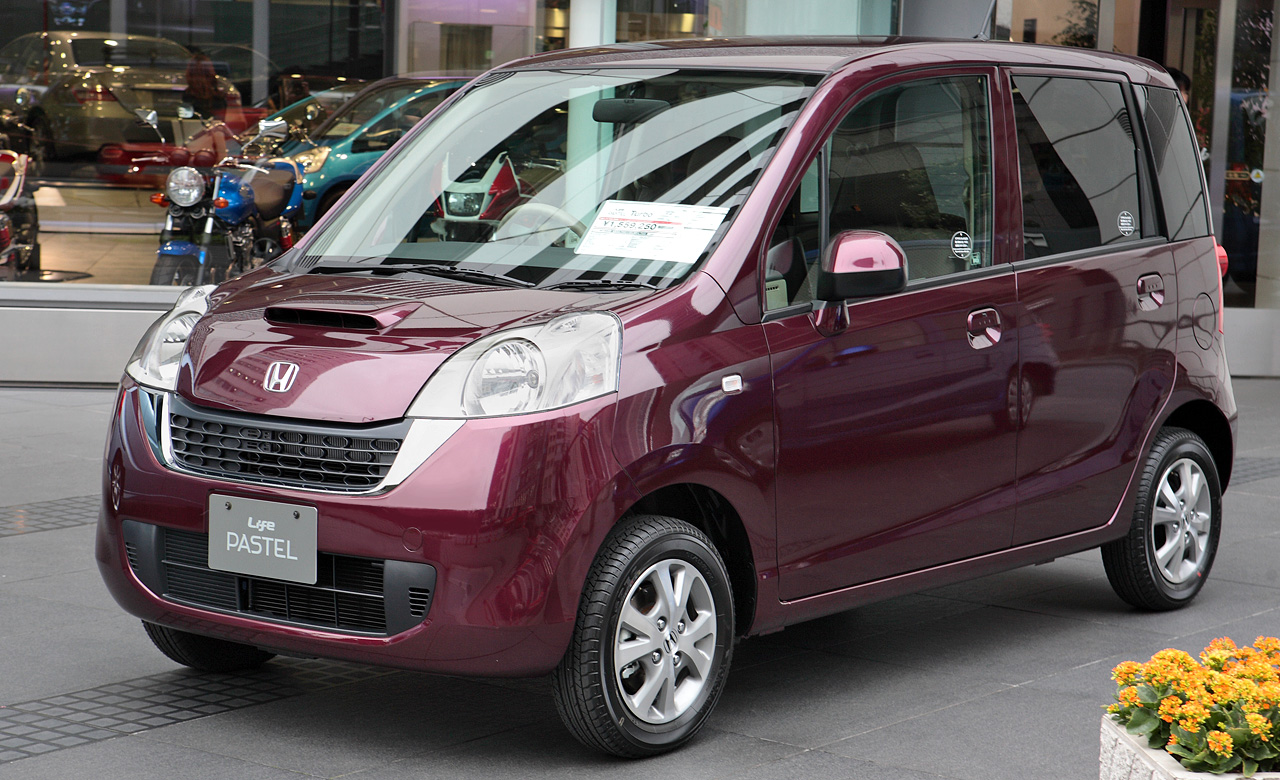
Honda Life Pastel